# 133P/Elst-Pizarro
Elst-Pizarro este o cometă din centura principală. Ca atare, obiectul este desemnat, în același timp, cometă periodică, sub denumirea de 133P/Elst-Pizarro — și un asteroid — 7968 Elst-Pizarro.
Pentru prima dată, a fost observată în 1979. Orbita sa este în întregime cuprinsă între  cea a lui Marte și cea a lui Jupiter și prezintă o excentricitate orbitală de 0,165, tipică unui asteroid din centura principală. Totodată, imaginile luate de Eric W. Elst și Guido Pizarro în 1996, când obiectul se afla la periheliu, au indicat, în mod clar, prezența unei cozi cometare.
În prezent, există doar patru alte obiecte considerate atât comete cât și asteroizi:
- 2060 Chiron sau 95P/Chiron,
- 4015 Wilson-Harrington sau 107P/Wilson-Harrington,
- 60558 Echeclus sau 174P/Echeclus,
- 118401 LINEAR sau 176P/LINEAR (LINEAR 52).

Asteroidul 3200 Phaethon și cometa P/2005 U1 (Read 3) „candidează” să intre în această categorie.